# Aigle Royal de Nkongsamba
L'Aigle Royal de Nkongsamba és un club de futbol camerunès de la ciutat de Nkongsamba.

## Palmarès
- Lliga camerunesa de futbol:[2]
  - 1971, 1994